# Andrew Wiggins
Andrew Christian Wiggins (* 23. Februar 1995 in Toronto, Ontario) ist ein kanadischer Basketballspieler. Er wurde im NBA-Draft 2014 an erster Stelle von den Cleveland Cavaliers ausgewählt und spielt zurzeit für die Miami Heat. Wiggins ist nach Anthony Bennett der zweite Kanadier, der beim NBA-Draft an erster Stelle aufgerufen wurde. Im Anschluss an die Saison 2014/15 wurde Wiggins zum NBA Rookie of the Year gewählt. 2022 wurde er zum ersten Mal NBA All-Star.

## Karriere

### Schulzeit

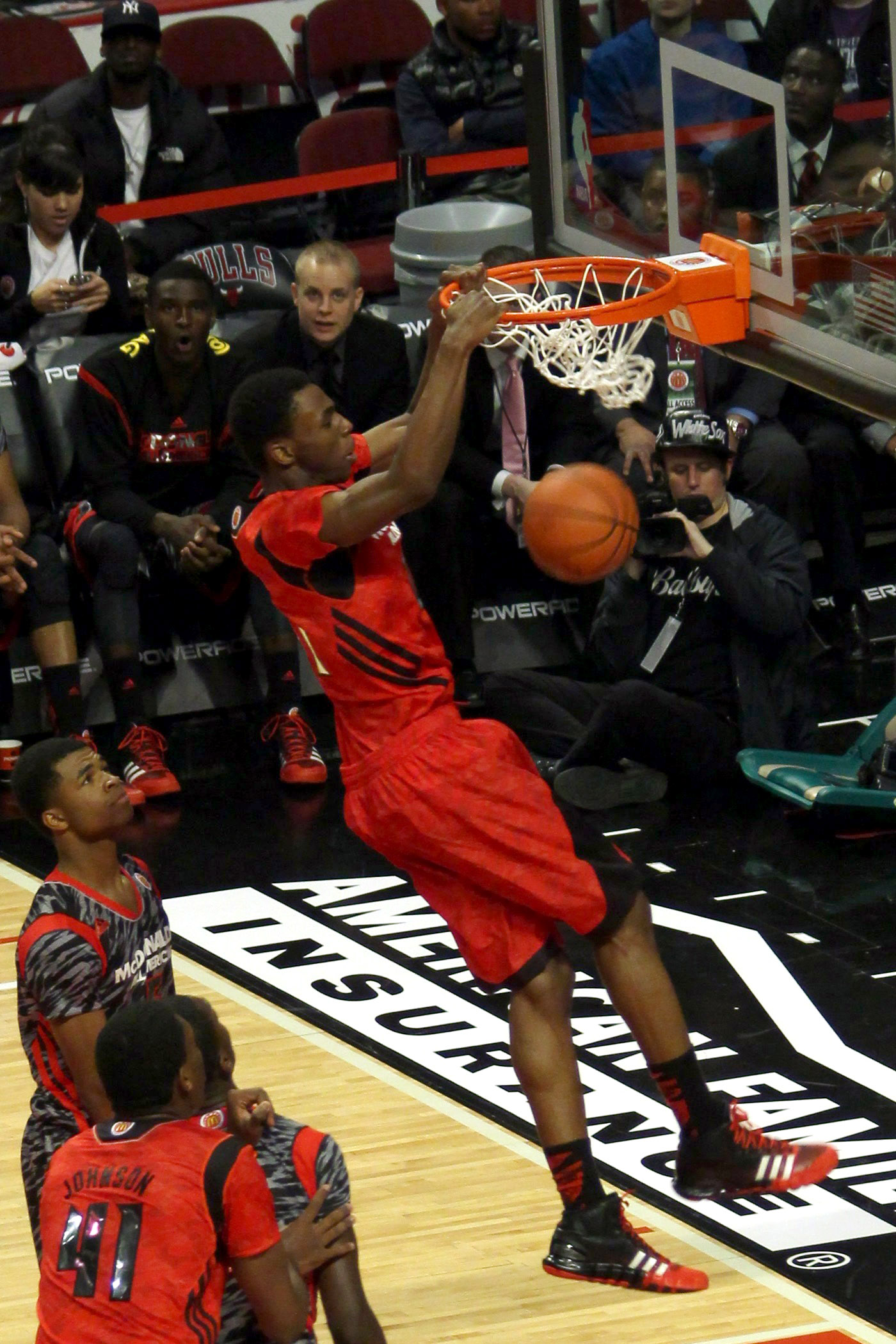
Wiggins als Highschool-Spieler, 2013

Als Jugendlicher besuchte Wiggins zwei Jahre lang die Vaughan Secondary School in Vaughan in Ontario. Im Jahre 2011 zog Wiggins in die USA um und besuchte dort die Huntington Prep School in Huntington im Bundesstaat West Virginia.
Schon in seinen Highschool-Jahren wurde sein außergewöhnliches Talent erkannt, was dazu führte, dass er zahlreiche Auszeichnungen gewann. Ihm wurde im Jahre 2013 folgende Auszeichnung verliehen: Naismith Prep Player of the Year Award, Gatorade Player of the Year Award und Mr. Basketball USA.
Wiggins erzielte 2013 im Jordan Brand Classic, dem Highschool All-Star Game, für sein Team 19 Punkte und war damit zusammen mit Julius Randle erfolgreichster Schütze seiner Mannschaft.

### University of Kansas
Als einer der besten Highschool-Spieler seines Jahrgangs weckte Wiggins das Interesse zahlreicher Hochschulmannschaften. Er erhielt Angebote von der Florida State University, der University of Kentucky, der University of Kansas und der University of North Carolina. Am 13. Mai 2013 gab er seine Entscheidung zugunsten der University of Kansas bekannt.
Am 8. März 2014 erzielte Wiggins 41 Punkte gegen West Virginia. Dies gelang seit Michael Beasley im Jahr 2008 keinem Freshman in der Big 12 Conference.
In seiner ersten College-Saison erzielte er pro Spiel durchschnittlich 17,1 Punkte, 5,9 Rebounds, mit einer Dreier-Wurfquote von 34,1 %. Wiggins erzielte in der Saison so viele Punkte wie kein Neuling vor ihm in der Geschichte der Universität von Kansas. Zudem war er unter den 25 Finalisten des John R. Wooden Award und den zehn Halbfinalisten zum Naismith College Player of the Year. Beide Auszeichnung werden dem besten Collegespieler einer Saison verliehen.

### NBA

#### Minnesota Timberwolves (2014–2020)
Am 31. März 2014 gab Wiggins seine Anmeldung zum NBA-Draft 2014 bekannt. Im Vorfeld des Drafts wurde Wiggins mit Joel Embiid und Jabari Parker als Anwärter auf den ersten Pick ausgemacht. Am 26. Juni 2014 wurde er von den Cleveland Cavaliers an erster Stelle ausgewählt. Wenige Wochen später wurde er jedoch mit Anthony Bennett für Kevin Love zu den Minnesota Timberwolves getauscht. Damit war er der erste Spieler seit Chris Webber 1993, der beim NBA-Draftverfahren an erster Stelle aufgerufen wurde, aber vor seinem ersten Spiel zu einer anderen Mannschaft transferiert wurde.
Wiggins wurde bei den Minnesota Timberwolves sofort zum Starter und gewann von November bis Februar jedes Mal den „Rookie of the Month“ im Westen. Am 31. Januar 2015 legte er mit 33 Punkten gegen die Cleveland Cavaliers eine bisherige Karrierebestleistung hin. In der Rising Stars Challenge im Rahmen des NBA All-Star Weekends 2015 bezwang Wiggins mit dem Team World das Team USA. Er erzielte 22 Punkte und wurde anschließend zum MVP des Spiels gewählt. Am Ende der Saison verzeichnete Wiggins 16,9 Punkte, 4,6 Rebounds und 2,1 Assists und wurde zum NBA Rookie of the Year gewählt. Er war damit der zweite Nicht-US-Amerikaner nach Pau Gasol, dem diese Ehre zuteilwurde.

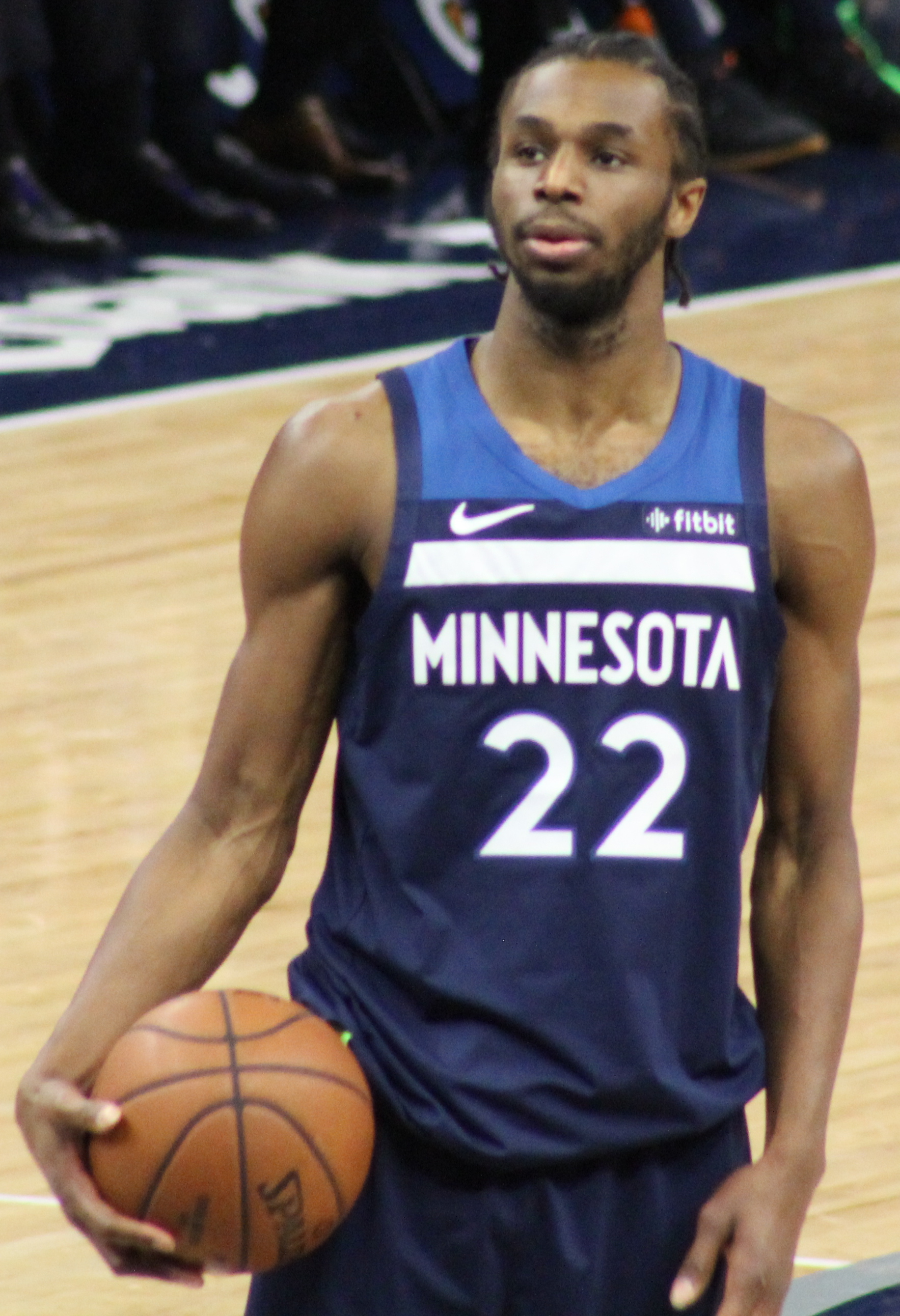
Wiggins bei den Minnesota Timberwolves, 2019

Im Oktober 2017 unterschrieb Wiggins einen mit 148 Millionen US-Dollar dotierten Fünfjahresvertrag bei den Minnesota Timberwolves. Obwohl die Wolves sich für die Playoffs qualifizieren konnten, stagnierte Wiggins zeitweise in seiner Entwicklung, ehe sich seine statistischen Werte insbesondere 2019/20 wieder verbesserten. Ihm wurde jedoch vorgeworfen, in Minnesota nie die hohen Erwartungen erfüllt zu haben und insbesondere in seinen Leistungen nicht verlässlich genug zu sein. Des Weiteren wurde Wiggins angekreidet, seine vorhandenen körperlichen Fähigkeiten zu wenig einzusetzen, um seine Verteidigungsleistungen zu verbessern.

#### Golden State Warriors (2020–2025)
Im Februar 2020 gab Minnesota den Kanadier an die Golden State Warriors ab, im Gegenzug wechselte D’Angelo Russell die Seiten. 2022 wurde Wiggins erstmals als Starter zum NBA All-Star Game eingeladen. 2022 gewann Wiggins mit den Kaliforniern den NBA-Meistertitel. Im Finale besiegten sie die Boston Celtics nach sechs Spielen. Während der Hauptrunde des Meisterschaftsspieljahres 2021/22 erzielte er im Schnitt 17,2 Punkte je Begegnung, in der Endrunde waren es 16,5. Wiggins stand 2021/22 bei jedem seiner 95 Einsätze in der Anfangsaufstellung. Bis auf die Saison 2023/24, in der er 13,2 Punkte je Begegnung erzielte, kam er in seiner Zeit in Kalifornien in jeder Spielzeit (Hauptrunde) auf einen Mittelwert von mindestens 17 Punkte je Spiel.

#### Miami Heat (seit 2025)
Anfang Februar 2025 war Wiggins von einem Spielertausch betroffen, der mehrere NBA-Mannschaften umfasste und in dessen Zuge er bei den Miami Heat landete.

### Nationalmannschaft
Wiggins nahm 2010 an der U17-Basketball-Weltmeisterschaft und 2012 an der U18-Amerikameisterschaften teil. Bei beiden Turnieren konnte die kanadische Mannschaft mit Wiggins den dritten Platz erreichen und damit die Bronzemedaille gewinnen.
Wiggins debütierte bei der Basketball-Amerikameisterschaft 2015 für die kanadische Herrenauswahl und errang mit den Kanadiern die Bronzemedaille.

## Sonstiges
Wiggins wuchs in einer Sportlerfamilie auf. Sein US-amerikanischer Vater Mitchell Wiggins spielte von 1983 bis 1992 ebenfalls in der NBA und später in Europa. Seine Mutter Marita Payne-Wiggins war eine kanadische Sprinterin, die bei den Olympischen Sommerspielen 1984 in Los Angeles mit der 4-mal-100-Meter-Staffel Silber gewann. Zudem hat Andrew Wiggins zwei Brüder und drei Schwestern, die ähnlich wie er talentierte Sportler sind. Sein älterer Bruder Nick Wiggins wurde ebenfalls Berufsbasketballspieler, stand zeitweise in Deutschland in Tübingen unter Vertrag.

## Erfolge und Auszeichnungen
- 1× NBA-Meistertitel: 2022
- 1× NBA All-Star: 2022
- Rookie of the Year 2015
- NBA Rising Stars Challenge MVP 2015
- NBA-All First Rookie Team 2015

## Karriere-Statistiken

### NBA

#### Hauptrunde
| Saison   | Team                     | GP  | GS  | MPG  | FG % | 3P % | FT % | RPG | APG | SPG | BPG | PPG  |
| -------- | ------------------------ | --- | --- | ---- | ---- | ---- | ---- | --- | --- | --- | --- | ---- |
| 2014–15  | Minnesota                | 82  | 82  | 36.2 | .437 | .310 | .760 | 4.6 | 2.1 | 1.0 | 0.6 | 16.9 |
| 2015–16  | Minnesota                | 81  | 81  | 35.1 | .459 | .300 | .761 | 3.6 | 2.0 | 1.0 | 0.6 | 20.7 |
| 2016–17  | Minnesota                | 82  | 82  | 37.2 | .452 | .356 | .760 | 4.0 | 2.3 | 1.0 | 0.4 | 23.6 |
| 2017–18  | Minnesota                | 82  | 82  | 36.3 | .438 | .331 | .643 | 4.4 | 2.0 | 1.1 | 0.6 | 17.7 |
| 2018–19  | Minnesota                | 73  | 73  | 34.8 | .412 | .339 | .699 | 4.8 | 2.5 | 1.0 | 0.7 | 18.1 |
| 2019–20  | Minnesota / Golden State | 54  | 54  | 34.4 | .447 | .332 | .709 | 5.1 | 3.7 | 0.8 | 1.0 | 21.8 |
| 2020–21  | Golden State             | 71  | 71  | 33.3 | .477 | .380 | .714 | 4.9 | 2.4 | 0.9 | 1.0 | 18.6 |
| 2021–22  | Golden State             | 73  | 73  | 31.9 | .466 | .393 | .634 | 4.5 | 2.2 | 1.0 | 0.7 | 17.2 |
| 2022–23  | Golden State             | 37  | 37  | 32.2 | .473 | .396 | .611 | 5.0 | 2.3 | 1.2 | 0.8 | 17.1 |
| 2023–24  | Golden State             | 71  | 59  | 27.0 | .453 | .358 | .751 | 4.5 | 1.7 | 0.6 | 0.6 | 13.2 |
| Gesamt   | Gesamt                   | 706 | 694 | 34.1 | .449 | .354 | .722 | 4.5 | 2.3 | 1.0 | 0.7 | 18.5 |
| All-Star | All-Star                 | 1   | 1   | 15.0 | .571 | .500 | –    | 0.0 | 1.0 | 0.0 | 0.0 | 10.0 |

#### Play-offs
| Saison  | Team         | GP | GS | MPG  | FG % | 3P % | FT % | RPG | APG | SPG | BPG | PPG  |
| ------- | ------------ | -- | -- | ---- | ---- | ---- | ---- | --- | --- | --- | --- | ---- |
| 2017–18 | Minnesota    | 5  | 5  | 32.8 | .441 | .333 | .600 | 5.2 | 2.0 | 0.4 | 0.4 | 15.8 |
| 2021–22 | Golden State | 22 | 22 | 34.9 | .469 | .333 | .646 | 7.5 | 1.8 | 1.0 | 1.0 | 16.5 |
| 2022–23 | Golden State | 13 | 12 | 34.0 | .459 | .297 | .681 | 5.6 | 1.9 | 0.8 | 1.2 | 16.7 |
| Gesamt  | Gesamt       | 40 | 39 | 34.3 | .462 | .321 | .652 | 6.6 | 1.9 | 0.9 | 1.0 | 16.5 |